# Philip Askell Benton
Philip Askell Benton (geb. 1880 in England; gest. 31. Oktober 1918 in Borin, Nigeria) war ein britischer Kolonialbeamter in Nordnigeria.

## Biographie
Philip Askell Benton wurde 1880 in England geboren. Er studierte moderne Geschichte am Corpus Christi College, anschließend trat er in den Northern Nigerian Government Service ein, wo er bis zum First Class D.O.  aufstieg. Benton verbrachte die meiste Zeit in Bornu, „wo er sich neben seiner Verwaltungstätigkeit auch der Erforschung der Geschichte, Naturwissenschaften und der Sprachen widmete“.  Er wurde 1917 nach Ilorin versetzt. Einige seiner Bücher gelten auch heute noch als wichtige sprachliche bzw. historische Quellen. Herrmann Jungraithmayr und Rudolf Leger bezeichnen ihn als „ein Musterbeispiel für jenen bewundernswerten Typus von Kolonialbeamten, die ihre gesamte freie Zeit in hingebungsvoller Weise dem Studium der Kultur und Sprachen der Menschen eines Raumes widmeten, den sie zu verwalten hatten.“
Seine Hauptwerke fanden Aufnahme in der Cass library of African studies.

## Publikationen
- Kanuri Readings. 1911
- Notes on some Languages of the Western Sudan. 1912 (= The Languages and Peoples of Bornu, 2.1968)
  - The languages and peoples of Bornu: being a collection of the writings of P. A. Benton. London: Cass, 1968.
- The Sultanate of Bornu; translated from the German[3] of A. Schultze with additions and appendices by P. A. Benton. London, Cass, 1968, Cass library of African studies, General studies, no. 50